# E neXus V
E neXus V（イー ネクサス ヴィー）は、舞華と白川未奈を中心として、2024年からスターダムで活動するプロレスのユニット。

## 歴史

### 2024年
- 1月20日、『STARDOM AWARD 2023 in Takadanobaba Day.1』東京都・ベルサール高田馬場大会にて、元Donna del Mondoの舞華、Club Venusの白川未奈と月山和香、無所属だったHANAKOと再来日したジーナ5人の新ユニットを結成[1][2][3]。

- 1月27日、『NEW YEAR STARS 2024 in SENDAI』宮城県・仙台PIT大会にて、ユニット名「E neXus V」を発表。「E neXus V」の「E」はEmpress（女帝）、「V」はVenus（女神）、「nexus」は（共闘）を意味する[4][5][6][7][8]。

- 3月30日、『STARDOM in SENDAI 2024』宮城県・仙台PIT大会にて、ワールド・オブ・スターダム王座の舞華と白川未奈とジーナがアーティスト・オブ・スターダム王座を獲得[9]。

- 5月5日、『STARDOM GoldenWeek Fight Tour 2024 in FUKUOKA』福岡県・アクロス福岡イベントホール大会にて、月山和香がさくらあやに勝利。アーティスト・オブ・スターダム選手権試合で舞華と白川未奈とジーナが初防衛に成功[10][11][12]。

- 9月19日、『STARDOM AOMORI 2DAYS in HACHINOHE ～八戸市出身 梨杏 凱旋～』青森・八戸大会にて、梨杏がE neXus Vに新加入。

- 12月26日､「NEW BLOOD17」、HANAKO&月山和香が吏南＆稲葉あずさの持つNEW BLOODタッグ王座に挑戦し勝利。第4代NEW BLOODタッグ王者になる。

### 2025年
- 3月26日に行われた会見にて、副リーダーの白川未奈がスターダムを退団、米国に拠点を移しAEWに入団することを正式発表。

- 4月6日、愛知県安城大会で、白川未奈が舞華、月山和香、HANAKO、梨杏と「E neXus V 4人掛け日本ラストマッチ」を敢行。「スターダムで4年半、皆さまに白川未奈を育てていただきました。E neXus V is here！！サンキュー！」と日本に別れを告げた。

- 4月28日に行われた会見にて、リーダーの舞華がヒジ内側側副靭帯再建手術のために5月6日福岡大会を最後に半年～1年間の長期欠場をする意向を公表[13]。

## メンバー

### 現在
| メンバー | 加入          | 備考                   |
| -------- | ------------- | ---------------------- |
| 舞華     | 2024年1月20日 | 初期メンバー、リーダー |
| 月山和香 | 2024年1月20日 | 初期メンバー           |
| HANAKO   | 2024年1月20日 | 初期メンバー           |
| ジーナ   | 2024年1月20日 | 初期メンバー           |
| 梨杏     | 2024年9月19日 |                        |

### グループ
| グループ               | メンバー        | 期間      | タイプ       |
| ---------------------- | --------------- | --------- | ------------ |
| 杯 High Mate           | 舞華 HANAKO     | 2024–現在 | タッグチーム |
| Rice or Bread          | HANAKO 月山和香 | 2024–現在 | タッグチーム |
| がむしゃらファンタジー | 月山和香 梨杏   | 2024–現在 | タッグチーム |

### 過去
| メンバー | 加入          | 脱退         | 備考                                     |
| -------- | ------------- | ------------ | ---------------------------------------- |
| 白川未奈 | 2024年1月20日 | 2025年4月6日 | 初期メンバー、副リーダー、スターダム退団 |

## 入場曲
白き華よ（作編曲：岸宗典）
曲名や音源はスターダム公式アプリより。　